# Клинсько-Краснознаменське газоконденсатне родовище
Клинсько-Краснознаменське газоконденсатне родовище — газоконденсатне родовище, що належить до Глинсько-Солохівського газонафтоносного району Східного нафтогазоносного регіону України.

## Опис
Розташоване в Полтавській області на відстані 10 км від м. Гадяч.
Знаходиться в центральній частині приосьової зони Дніпровсько-Донецької западини в межах Глинсько-Розбишівського валу.
Структура виявлена в 1952 р. Клинське склепіння у візейських утвореннях являє собою асиметричну брахіантиклінальну криптодіапірову складку субширотного простягання з внутрішньовізейським рівнем прориву девонської солі; її розміри 3,3х1,8 м, амплітуда 200-250 м. Краснознаменське склепіння — асиметрична брахіантикліналь зах. простягання розмірами 4,4х1,3 м. Перший промисл. приплив газу отримано з інт. 4161-4300 м у 1972 р.
Поклади пов'язані з пластовими, склепінчастими, екранованими соляним штоком, тектонічно екранованими та літологічно обмеженими пастками.
Експлуатується з 1978 р. Режим покладів газовий. Запаси початкові видобувні категорій А+В+С1: газу — 9955 млн. м³; конденсату — 995 тис. т.